# Mark Dvorzhetski
Mark Dvorzhetski (en hebreo: מרק דבורז'צקי‎; 3 de mayo de 1908 - 15 de marzo de 1975) fue un médico e historiador israelí sobreviviente del Holocausto .

## Biografía
Mark Dvortzhetski nació en Lituania (entonces parte del Imperio Ruso). Emigró a Israel después de la Segunda Guerra Mundial. Fue autor de varios libros sobre el Holocausto, en particular con referencia a los Estados bálticos y la profesión médica.

## Premios y reconocimientos
- En 1953, Dvorzhetski recibió el Premio Israel de ciencias sociales,[1] el año inaugural del premio.

## Obras publicadas
- Entre las piezas - una autobiografía
- Yerusholaym de-Lita in kamf un umkum. Zikhroynes fun Vilner Geto [Lutte et chute de la Jérusalem-de-Lituania. Historia del gueto de Vilna] , París, L'Union Populaire Juive en France 1948 (Jerusalén de Lituania en revuelta y en el Holocausto - Historia del gueto de Vilna y el movimiento de resistencia)
- Europa sin niños : planes nazis para la destrucción biológica
- Los campamentos judíos en Estonia
- Hirshke Glik, París 1966